# White Airways
Pour les articles homonymes, voir White.
WHITE, coloured by you

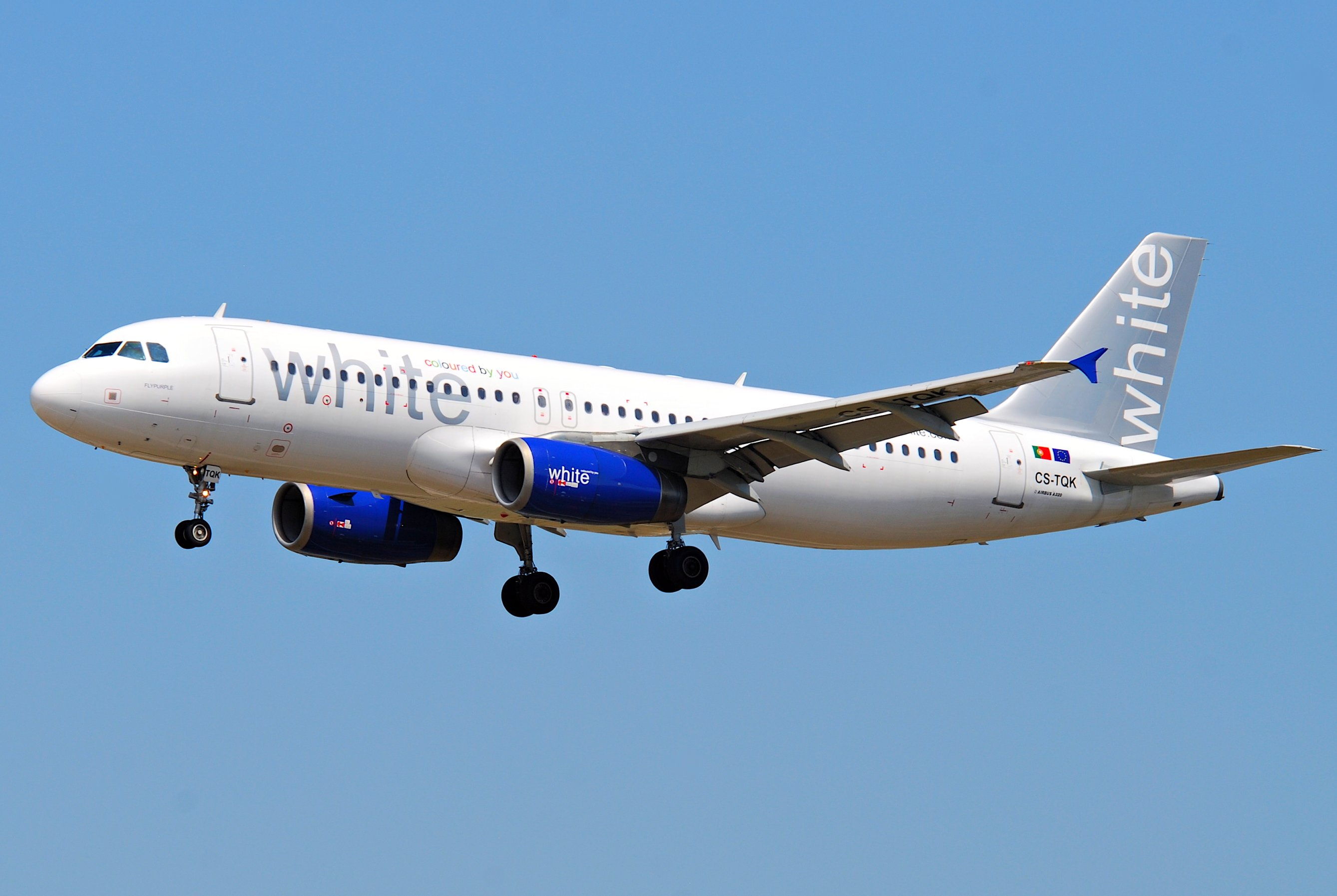
Airbus A320 de White Airways

White Airways est une compagnie aérienne charter basée à l'aéroport de Lisbonne-H. Delgado, au Portugal. Son siège social est situé à Oeiras.

## Histoire
À l'origine, la société était propriété de TAP Portugal et du groupe Abreu à hauteur de 25 %, elle a eu également d'autres dénominations avant cette dernière :
- Air Atlantis
- YES Air Charter

Fin 2006, TAP Portugal dans le cadre de sa restructuration, cède White Airways au consortium Omni - Aviação e Tecnologia company, qui détient dorénavant 100 % du capital.

## Destinations
White réalise principalement des vols à destination de l'Amérique du Sud et des Caraïbes, ainsi que des vols à la demande pour des opérateurs touristiques, des fédérations sportives, des gouvernements ou bien d'autres compagnies aériennes (service ACMI).
Voici le calendrier actuel de la compagnie pour la saison 2008/2009 :
- Mexique, Cancún
- Cuba, Varadero

Été 2008:
- Grèce, Heraklion, Rhodes
- Tunisie, Tunis
- États-Unis, Fort Lauderdale, Palm Beach, Orlando
- Brésil, Natal, Recife

## Partenariats
Liste de Tour Opérateurs :
- Abreu
- Iberojet
- MundoVip
- Soltour
- Travelpan
- Grantur
- Clube viajar
- Terra Brasil
- Terra América
- EntreMares
- Air Niugini

## Flotte
En 2025, la flotte de White Airways se compose de :
- 3 Airbus A319-CJ (reg. CS-TLU, CS-TFU, CS-TQJ)
- 1 Airbus A320 (reg. CS-TRO)
- 1 Boeing 737-800 (reg. CS-FAF) opéré pour CEIBA Intercontinental
- 1 Boeing 777-200LR (reg. CS-TQX) opéré pour CEIBA Intercontinental